# Бесконачно (албум групе Леб и сол)
∞ (углавном познат под називом Бесконачно) је четврти студијски албум македонског састава Леб и сол. Албум је 1981. године објавила дискографска кућа ПГП РТБ.

## О албуму
Ово је први албум који су Леб и сол снимили као трио, будући да их је клавијатуриста Кокан Димушевски напустио након објављивања претходног албума Ручни рад, 1979. године. На кратко га је заменио Миодраг Петковски, али је и он напустио групу пре почетка снимања албума. Иако без клавијатура, група није мењала музички стил, прилагодивши аранжмане већ готовим песмама. На овом албуму, Бодан Арсовски је интензивно користио фретлес бас-гитару (без прагова), што је албуму дало специфичан звук. На албуму је гостовао трубач Стјепко Гут. Након снимања албума, групу је напустио бубњар Гарабет Тавитјан, а заменио га је Драгољуб Ђуричић.

## Списак песама
1. "Харс" (Тавитјан) - 4:06
2. "Скакавац" (Арсовски) - 3:04
3. "Жива рана" (Влатко Стефановски/Горан Стефановски) - 5:43
4. "Ајде сонце зајде" (традиционал, аранжман: Леб и сол) - 5:00
5. "Бели мрак" (Влатко Стефановски/Горан Стефановски) - 3:28
6. "Неплаћена струја" (Тавитјан) - 4:06
7. "У том је ствар" (Арсовски) - 3:43
8. "Стомачне вијуге" (Влатко Стефановски) - 2:55
9. "Касно поподне" (Тавитјан) - 4:46

## Постава
- Влатко Стефановски - гитара, вокал
- Бодан Арсовски - бас-гитара
- Гарабет Тавитјан - бубњеви
- Гост: Стјепко Гут - флугел хорна

### Продукција
- Јосип Бочек - продуцент
- Тахир Дукарлић - сниматељ
- Мирослав Грчев - фотографија, дизајн